# دبلیو.۱۹
W.19 (به انگلیسی: Hansa-Brandenburg_W.19) یک هواگرد ملخ‌پیشین تک‌موتوره از نوع جنگنده-شناسایی دریایی ساخت شرکت Hansa und Brandenburgische Flugzeug-Werke است. این هواگرد در سال ۱۹۱۸ میلادی رسماً معرفی گردید. در مجموع، تعداد ۵۵ فروند از این هواگرد ساخته شده‌است.
طراح این هواگرد، ارنست هاینکل بود.